# Enric IV del Congo
Henrique IV Nteyé a Nkenge (m. 1901) va ser awenekongo (governant titular) del regne del Congo del 1896 al 1901. A la mort d'Álvaro XIV Agua Rosada el 18 de novembre de 1896 el seu hereu natural era el fill petit de Pedro VI; Pedro Mbemba Vuzi Nzinga, fill de la germana del rei difunt, encara era molt jove i la regència fou exercida per un « parent proper » d'Àlvar XIV (el seu germà ?), Henrique Nteyé a Nkenge. Tanmateix Enric IV va morir d'una angina de pit el 23 d'abril de 1901.